# 布里塔夫卡
48°10′27″N 29°10′41″E / 48.17417°N 29.17806°E
布里塔夫卡（烏克蘭語：Бритавка），是烏克蘭的村落，位於該國西南部文尼察州，由海辛區負責管轄，始建於1715年，面積2.6平方公里，2001年人口706，人口密度每平方公里271.54人。